# Равновесие (български филм)
Вижте пояснителната страница за други значения на Равновесие (филм).
„Равновесие“ е български игрален филм (драма) от 1983 година на режисьора Людмил Кирков, по сценарий на Станислав Стратиев. Оператор е Димо Минов. Музиката във филма е композирана от Борис Карадимчев.

## Актьорски състав
Роли във филма изпълняват актьорите:
- Георги Георгиев – Гец – Сценаристът
- Пламена Гетова – Елена
- Константин Коцев – Режисьорът
- Катерина Евро – Мария
- Павел Поппандов – Милко
- Ваня Цветкова – Актрисата Ваня
- Стефан Данаилов – Актьорът
- Невена Симеонова (като Н. Симеонова) – Майката на Елена
- Лъчезар Стоянов – Операторът
- Иван Джамбазов – Директорът на продукция
- Мария Стефанова – Дора, жената на сценариста
- Стефан Илиев – Приятелят на бащата на Мария
- Любен Чаталов (като Любомир Чаталов) – рижия, приятел на Милко
- Добри Добрев - учителят по литература
- Антон Радичев – Моне Геров, приятел на Милко
- Златина Джамбазова
- Чавдар Гергов
- Нели Монеджикова (като Н.  Монеджикова)
- Илия Вангелов
- Кина Мутафова (като К. Мутафова) – учителката по математика
- Соня Маркова (като С. Маркова)
- Лили Райнова (като Л. Райнова)
- Аспарух Сариев (като А. Сариев) – портиерът
- Владимир Давчев (като Вл. Давчев) – бригадирът
- Иван Йорданов (като И. Йорданов) – бащата на Мария
- Найчо Петров (като Н. Петров) – училищният директор
- Адриана Петрова (като А. Петрова)
- В. Ацев
- Бистра Тупарова (като Б. Тупарова)
- Иван Попов (като И. Попов)
- Мая Динева (като М. Динева)
- Иван Иванов (не е посочен в надписите на филма) – Иван Иванов
- Георги Русев (като Г.Русев)

## Награди
- Първа награда на ФБИФ „Златната роза“, (Варна, 1984).
- Втора награда „Сребърен медал“, МКФ (Москва, СССР, 1983).
- Наградата на СБФД за режисура, (1983).